# Hodky
Hodky (německy Hodek) je vesnice, část obce Světlá pod Ještědem v okrese Liberec. Nachází se asi jeden kilometr severozápadně od Světlé pod Ještědem. Hodky leží v katastrálním území Světlá pod Ještědem o výměře 7,92 km².

## Historie
První písemná zmínka o vesnici pochází z roku 1779.

## Osobnosti
- Ve vesnici bydlela a tvořila básnířka Hana Fousková
- Ve vesnici se narodil hermetik Theofanus Abba

## Další fotografie

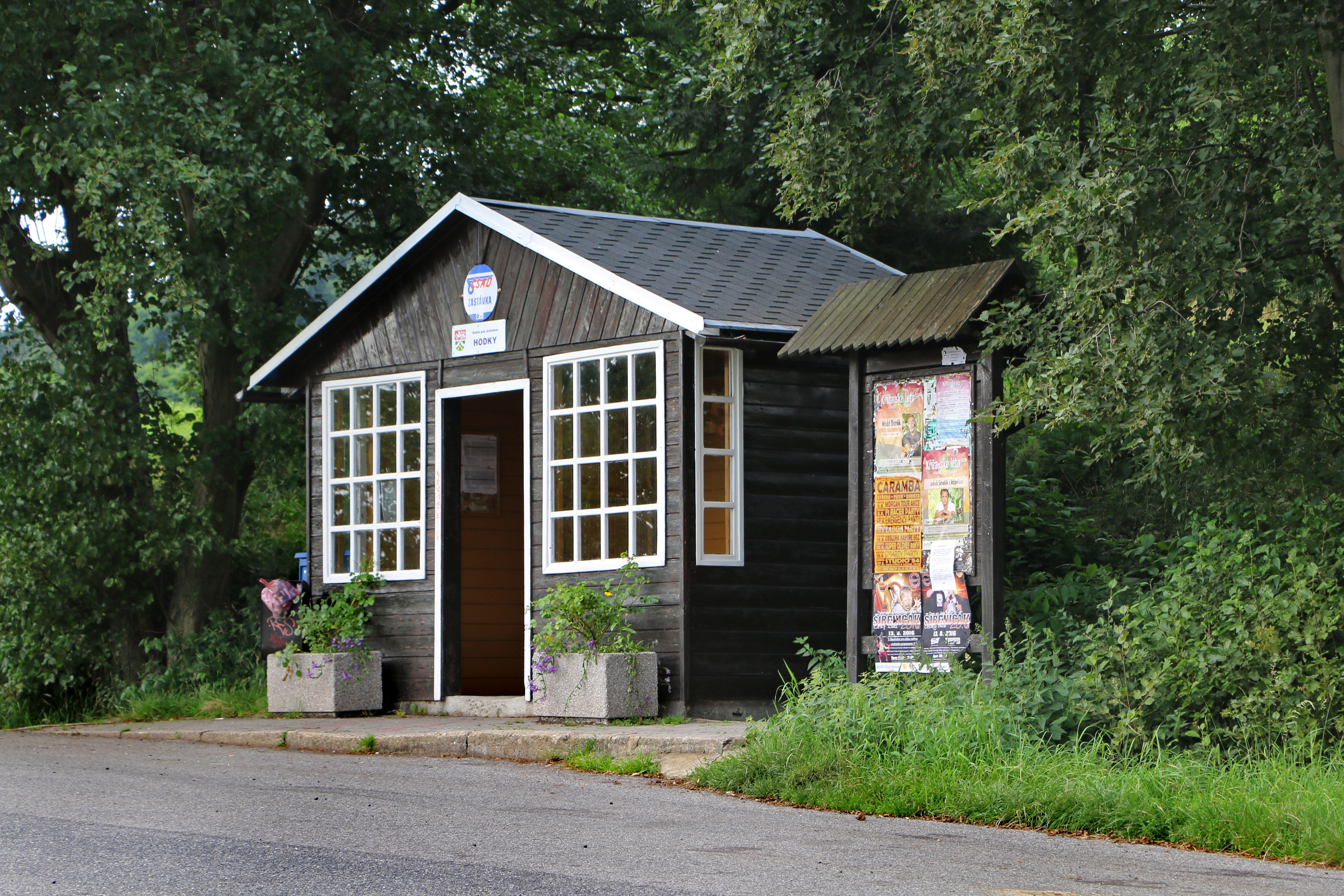
Zastávka
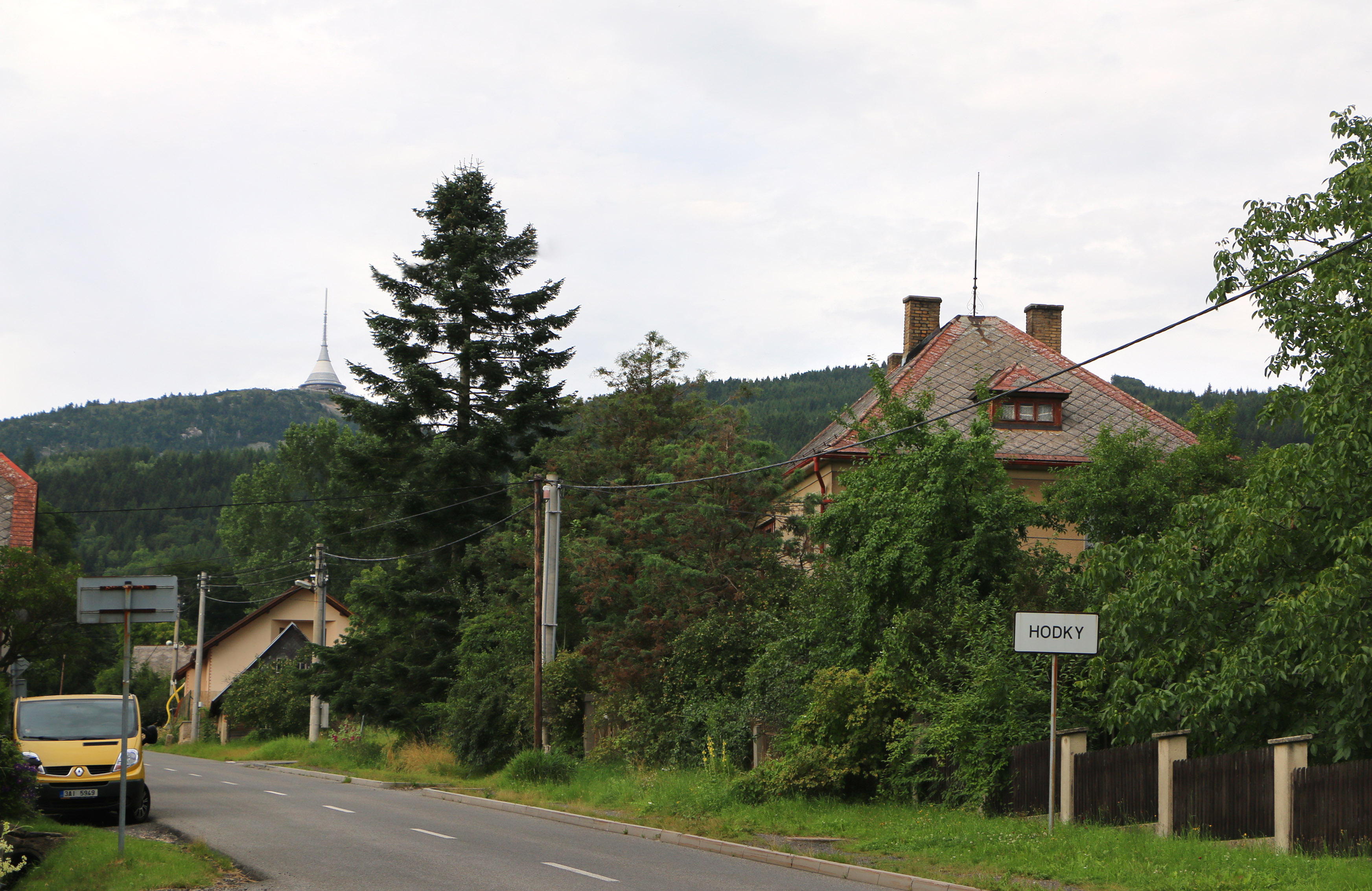
Jižní část vesnice
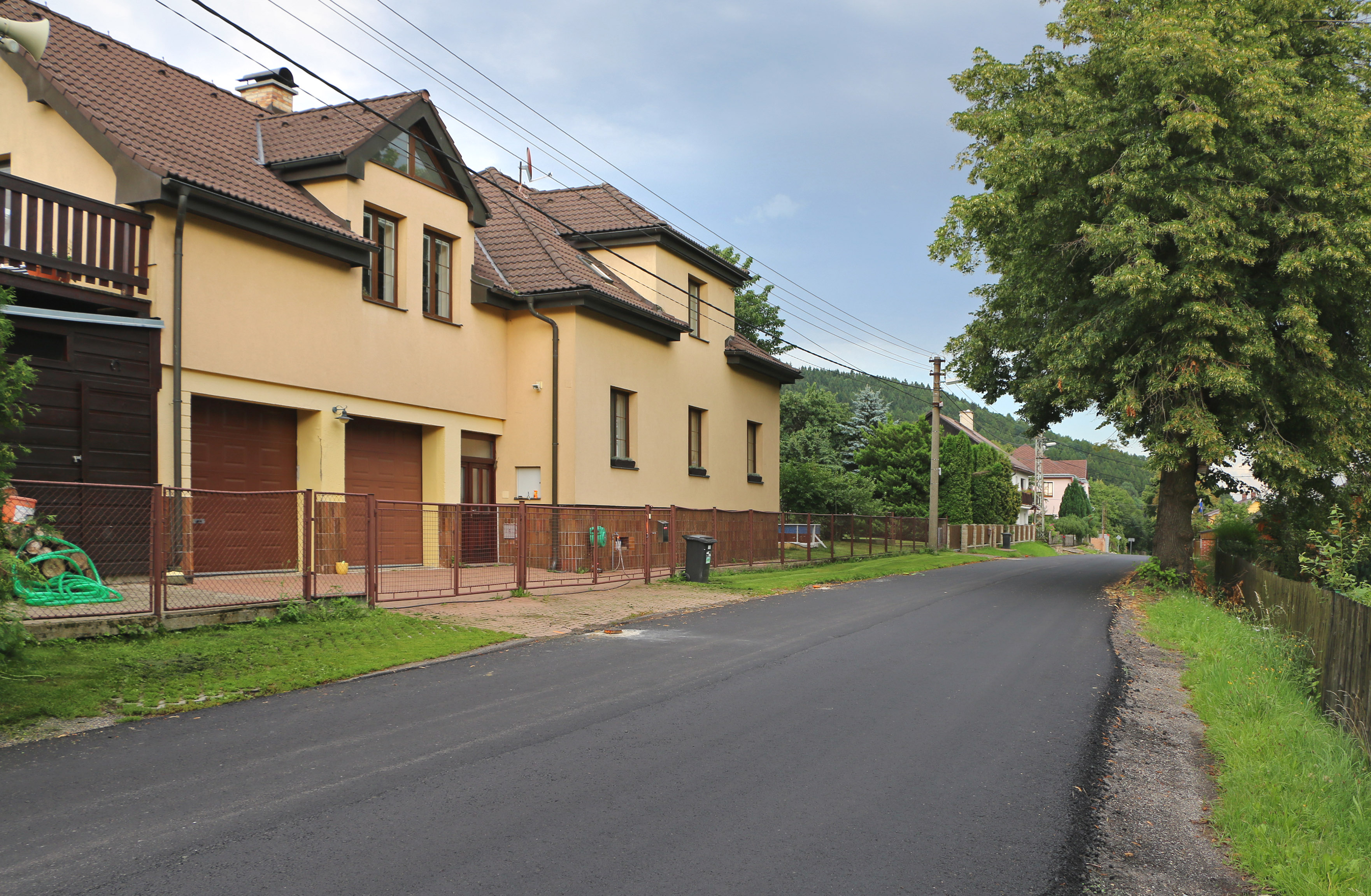
Dům čp. 60